# Hwang Seon-A
Hwang Seon-A (en coreano: 황선아; Uljin, 16 de septiembre de 1989) es una deportista surcoreana que compite en esgrima, especialista en la modalidad de sable. Ganó tres medallas en el Campeonato Mundial de Esgrima entre los años 2017 y 2019.

## Palmarés internacional
| Campeonato Mundial | Campeonato Mundial | Campeonato Mundial | Campeonato Mundial |
| Año                | Lugar              | Medalla            | Prueba             |
| ------------------ | ------------------ | ------------------ | ------------------ |
| 2017               | Leipzig (Alemania) | Medalla de plata   | Sable por equipos  |
| 2018               | Wuxi (China)       | Medalla de bronce  | Sable por equipos  |
| 2019               | Budapest (Hungría) | Medalla de bronce  | Sable por equipos  |